# هنريك أندرسن
هنريك أندرسن (بالدنماركية: Henrik Andersen)‏ (مواليد 7 مايو 1965) هو لاعب كرة قدم. يلعب مع منتخب الدنمارك لكرة القدم. سبق له أن لعب في كأس العالم لكرة القدم مع منتخب بلاده.

## روابط خارجية
- هنريك أندرسن على موقع قاعدة بيانات كرة القدم.إي يو (الإنجليزية)
- هنريك أندرسن على موقع بيانات كرة القدم. دي إي (الألمانية)
- هنريك أندرسن على موقع ناشيونال فوتبول تيمز (الإنجليزية)
- هنريك أندرسن على موقع عالم كرة القدم.نت (الإنجليزية)